# Teodor Taczak
Teodor Taczak (ur. 16 października 1878 w Mieszkowie k. Jarocina, zm. 22 czerwca 1941 w Warszawie) – polski duchowny rzymskokatolicki, ksiądz prałat, profesor 

## Życiorys
Syn restauratora Andrzeja i Balbiny z Warasieckich, brat Stanisława - generała, i Leona - kapłana, który zginął w ośrodku zagłady, Zamku Hartheim. Uczęszczał do gimnazjum w Ostrowie Wielkopolskim, należąc jednocześnie do tajnego Towarzystwa Tomasza Zana. W 1897 roku otrzymał świadectwo maturalne. Następnie odbył studia filozoficzno-teologiczne w seminarium w Poznaniu i Gnieźnie. Był członkiem Ligi Narodowej. Święcenia kapłańskie otrzymał 19 marca 1901 roku w Gnieźnie z rąk biskupa Antoniego Andrzejewicza. Przez sześć semestrów na uniwersytecie w Münster studiował teologię, doktoryzując się w 1903 roku na podstawie rozprawy „Dämonische Bessenheit, ein Kapitel aus der kath. Lehre von der Herrschaft des Fürsten der Sünde u. des Todes”. Po powrocie do Kraju przez 5 lat był mansjonarzem przy kościele św. Wojciecha w Poznaniu. W 1908 roku otrzymał nominację na profesora prawa kanonicznego, teologii moralnej i nauk społecznych w seminarium gnieźnieńskim. W roku następnym został kanonikiem kapituły przy kolegiacie św. Jerzego w Gnieźnie. Poza tym do sierpnia 1915 roku był wikariuszem generalnym archidiecezji gnieźnieńskiej. 5 listopada 1915 roku został sędzią, a w następnym otrzymał nominację na prezesa (oficjała) sądu duchownego w Gnieźnie.
W latach 1911–1913 był współredaktorem (z ks. Stanisławem Krzeszkiewiczem) „Wiadomości Apologetycznych”, które były wydawane w Poznaniu. Dla kół inteligencji katolickiej wygłaszał odczyty, z których jeden o hipnotyzmie i drugi o buddyzmie (wydanie z 1912 roku) weszły do Zbioru wykładów apologetycznych. Był zaangażowany w polskie życie społeczne i polityczne. Wyjechał do Francji w roku 1919, organizując tam duszpasterstwo polonijne z ośrodkiem w Metzu. Tajnym szambelanem Jego Świątobliwości został w 1922 roku. W 1925 roku powrócił do kraju i otrzymał probostwo w Śremie. W 1930 roku został przeniesiony do parafii św. Marcina w Poznaniu, gdzie został proboszczem, a zarazem pełnił posługę duszpasterza akademickiego. Działał ponadto w organizacjach charytatywnych i dewocyjnych, w szkołach był wizytatorem nauki religii oraz w seminarium duchownym deputatem do spraw dyscyplinarnych. Wybudował dom parafialny św. Marcina w którym organizował pracę kościelną. Dla ks. Wacława Mayera i ks. Piotra Wawrzyniaka wystawił w kościele epitafia i wyeksponował pomnik Adama Mickiewicza. Związany politycznie z kołami konserwatywno-narodowymi. Aresztowano go 9 listopada 1939 roku i poprzez obóz wysiedleńczy w Poznaniu i Kazimierzu Biskupim wywieziony do Warszawy.
Zmarł nagle 22 czerwca 1941 roku. Został pochowany w grobach Księży Warszawskich na cmentarzu Powązkowskim (kwatera 107–5,6–23-30).

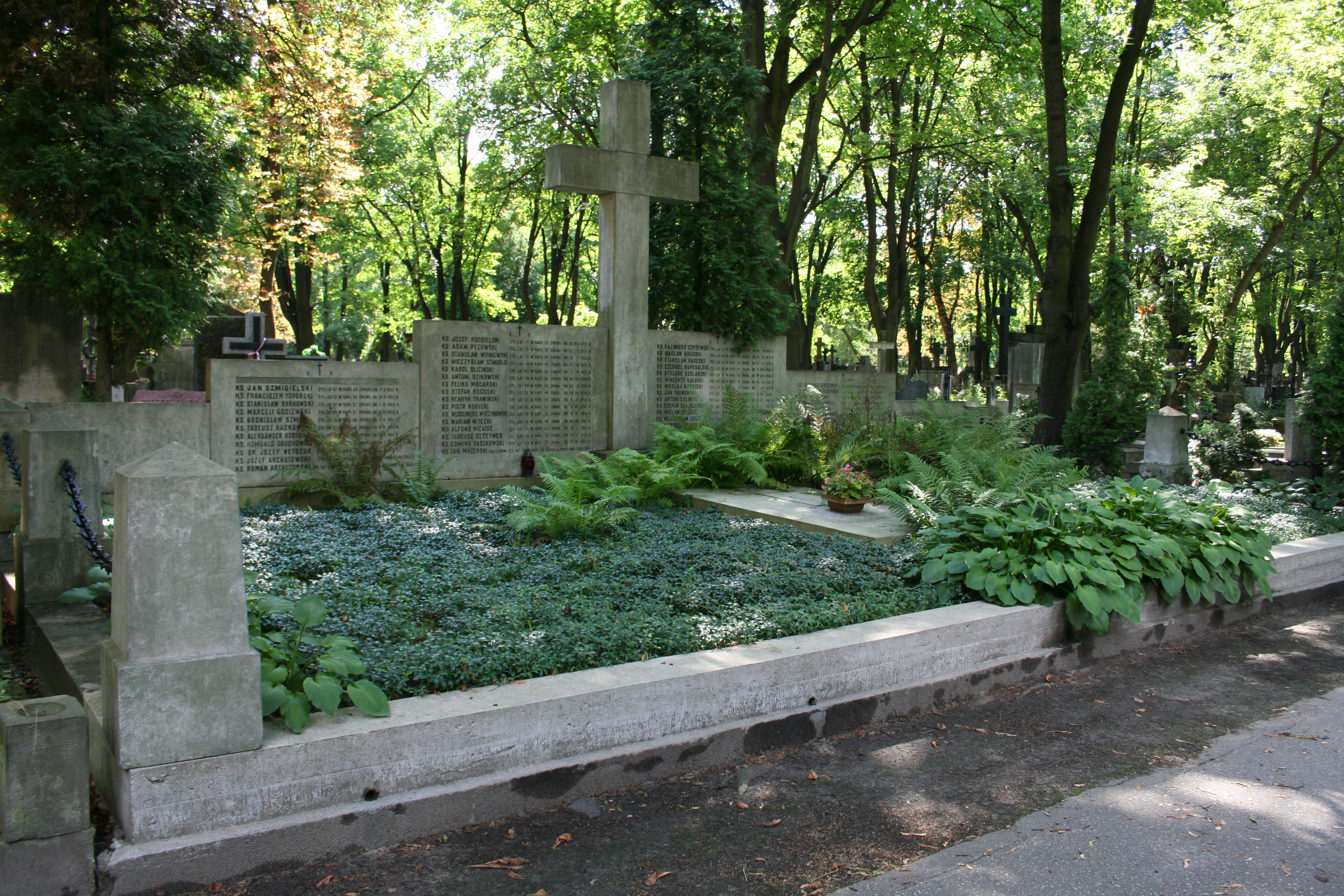
Grób ks. Teodora Taczaka na cmentarzu Powązkowskim w Warszawie

## Ordery i odznaczenia
- Krzyż Oficerski Orderu Odrodzenia Polski (28 kwietnia 1926)[6]
- Złota Odznaka Honorowa Ligi Obrony Powietrznej i Przeciwgazowej I stopnia (29 listopada 1938)[7]
- Złoty Krzyż Zasługi (25 marca 1938)[8]